# Tortoreto
Tortoreto (IPA: [tortoˈreto]) è un comune italiano di 12 042 abitanti della provincia di Teramo in Abruzzo.

## Geografia fisica

### Territorio
Il territorio di Tortoreto fa parte della Val Vibrata, pur non essendo per nulla bagnato dalle acque del torrente che dà il proprio nome alla valle. Si affaccia a est sul mare Adriatico ed è delimitato a sud, al confine con Giulianova, dal fiume Salinello, mentre a nord confina con Alba Adriatica, e nella zona collinare, a ovest, è circondato dai comuni di Corropoli, Sant'Omero e Mosciano Sant'Angelo.
Nella classificazione sismica della Protezione civile è identificato come Zona 3, cioè zona a bassa sismicità.
Il paese si articola in due parti differenziate fra di loro: la prima, più antica, si trova in collina, è nota come "Tortoreto Alta" (talora "Tortoreto Alto") ed è situata fra i 225 e 240 m sul livello del mare. A sua volta Tortoreto Alta è costituita dall'antico borgo medievale e dai due rioni tradizionali di Terravecchia e Terranova.
Più nota e frequentata è la frazione Tortoreto Lido, sul livello del mare, attraversata dalla Strada Statale Adriatica e dalla Ferrovia Adriatica. Ha una spiaggia lunga circa quattro chilometri ed è una località balneare molto attrezzata che richiama, d'estate, un notevole flusso di turisti.
Tortoreto non offre alcuna soluzione di continuità rispetto al territorio di Alba Adriatica, che fino al 1956 era una frazione tortoretana col nome di Tortoreto Stazione. Ancora oggi, a dispetto delle differenti realtà amministrative esistenti, le due località offrono un'unità di fatto sia dal punto di vista edilizio, sia da quello dell'arredo urbano, sia da quello delle vie di comunicazione.

### Clima
Tortoreto gode di un clima temperato di tipo mediterraneo, prevalentemente caratterizzato da alta umidità per via del mare. Per quel che riguarda le temperature massime, negli ultimi anni quelle più alte hanno fatto registrare, nel periodo estivo, una media di 28 °C, mentre quella annuale è stata di 19,6 °C; la temperatura minima media annuale è stata di 9,2 °C, con il dato più basso di 2º registrato durante i mesi di gennaio. Il territorio comunale nella classificazione climatica è contrassegnato come Zona D.
| Tortoreto                          | Mesi  | Mesi  | Mesi  | Mesi  | Mesi  | Mesi  | Mesi  | Mesi  | Mesi  | Mesi  | Mesi  | Mesi  | Stagioni | Stagioni | Stagioni | Stagioni | Anno |
| Tortoreto                          | Gen   | Feb   | Mar   | Apr   | Mag   | Giu   | Lug   | Ago   | Set   | Ott   | Nov   | Dic   | Inv      | Pri      | Est      | Aut      | Anno |
| ---------------------------------- | ----- | ----- | ----- | ----- | ----- | ----- | ----- | ----- | ----- | ----- | ----- | ----- | -------- | -------- | -------- | -------- | ---- |
| T. max. media (°C)                 | 11    | 12    | 14    | 18    | 22    | 26    | 29    | 29    | 25    | 21    | 16    | 12    | 11,7     | 18       | 28       | 20,7     | 19,6 |
| T. min. media (°C)                 | 2     | 3     | 4     | 7     | 11    | 15    | 17    | 17    | 14    | 11    | 6     | 3     | 2,7      | 7,3      | 16,3     | 10,3     | 9,2  |
| Precipitazioni (mm)                | 55    | 53    | 63    | 55    | 35    | 44    | 34    | 54    | 61    | 74    | 71    | 77    | 185      | 153      | 132      | 206      | 676  |
| Umidità relativa media (%)         | 74    | 73    | 72    | 71    | 72    | 70    | 69    | 71    | 72    | 75    | 76    | 76    | 74,3     | 71,7     | 70       | 74,3     | 72,6 |
| Eliofania assoluta (ore al giorno) | 3     | 4     | 5     | 6     | 8     | 9     | 10    | 9     | 7     | 6     | 4     | 3     | 3,3      | 6,3      | 9,3      | 5,7      | 6,2  |
| Vento (direzione-m/s)              | NNW 9 | ENE 9 | ENE 9 | ENE 9 | ENE 9 | ENE 9 | ENE 9 | ENE 9 | ENE 9 | ENE 9 | ENE 9 | WNW 9 | 9        | 9        | 9        | 9        | 9    |

## Origini del nome
In passato, oltre a essere un luogo selvatico e boscoso, la località era caratterizzata da un'ampia presenza di tortore (come, ad esempio, già notava nel VI secolo Papa Gregorio Magno in una sua lettera). È proprio da questa caratteristica che il centro prende in età medievale il nome di Turturitus, e successivamente di Turturetum, fino all'odierna denominazione di "Tortoreto".

## Storia

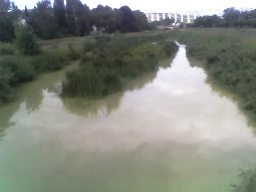
Il fiume Salinello presso il confine tra Tortoreto e Giulianova. In questa zona, verso l'interno, in età romana sorgeva un piccolo insediamento, identificato dal geografo Strabone col nome di Servium. Sullo sfondo l'omonimo viadotto della A-14

### Preistoria
Nel territorio di Tortoreto sono stati rinvenuti molti insediamenti umani, risalenti al periodo paleolitico superiore, neolitico ed eneolitico; in particolare, i ritrovamenti più antichi risalgono al tardo neolitico. Alcune campagne archeologiche iniziate nel 1944 da Rinaldo Rozzi e poi principalmente svolte tra il 1951 ed il 1952 dallo stesso Rozzi e da Antonio Mario Radmilli hanno portato a ritenere che nella zona del fiume Salinello siano state presenti settantanove abitazioni primitive (capanne di forma circolare o ellittica, dal diametro tra gli 1,2 e i 5 metri), molte delle quali ricollegabili a una fase avanzata della cultura di Ripoli.

### Età protostorica e romana
Come altri resti archeologici informano, il territorio tortoretano è luogo di presenza umana di origine pelasgica fino al V secolo a.C., di quella di estrazione sannita dei sabelli (i cui discendenti fonderanno la città di Palma, la cui nascita risale probabilmente al III secolo a.C.), e infine di presenza preponderante, dopo il V secolo, dei Piceni, che assumono il controllo del territorio fino alla sua acquisizione definitiva da parte romana.
L'odierna Tortoreto si trova nel territorio identificato da Plinio il Vecchio come ager Palmensis, avente come città principale quella di Palma (da cui il nome dell'ager). Nella zona dell'attuale centro storico esiste, in questo periodo, una località denominata dallo stesso Plinio il Vecchio Castrum Salini, nata probabilmente poco dopo la conquista romana del territorio dei Piceni (III secolo a.C.), mentre proprio sulla foce del Salinello sorge, a partire almendo dalla tarda età repubblicana, una piccola località abitata di nome Servium, in una zona in cui sono stati col tempo scoperti capitelli e colonne di pietra, monete, anfore varie e soprattutto statue in terracotta (IV-II secolo a.C.) rappresentanti quattro muse (Erato, Euterpe e Calliope, più un'altra non ben identificata), e altre costituenti un gruppo ispirato al nono canto dell'Odissea; la testimonianza archeologica più importante della Tortoreto romana, comunque, è costituita da una villa rustica costruita proprio alla base delle colline tortoretane, verso la fine dell'età repubblicana, con pavimenti in mosaico e stanze adibite a lavorazione di uva e olive. Altre testimonianze di epoca romana (cisterne per la raccolta di acqua piovana e una necropoli e vari oggetti di uso quotidiano quali anfore, monete ed utensili) sono state individuate nella contrada di Terrabianca.
Le attività in zona tortoretana (tra le quali, probabilmente, la produzione di terrecotte, vista la presenza di terreno argilloso a Servium) sono prevalentemente collegate con quelle dell'odierna Alba Adriatica (sede delle località di Alba e Suinum), in cui esistono un emporio marittimo, terme, un piccolo acquedotto che viene dalla collina e un porticciolo.
La città di Palma e, probabilmente, tutte le piccole località dell'ager Palmensis, territorio tortoretano compreso, si schierano contro Roma durante la guerra sociale (dal 91 all'88 a.C.); in seguito alla riforma amministrativa di Ottaviano l'odierna Tortoreto viene inserita nella regione del Piceno, seguendone le vicissitudini fino al crollo della potenza romana nel 476 d.C.

### Età medievale e moderna

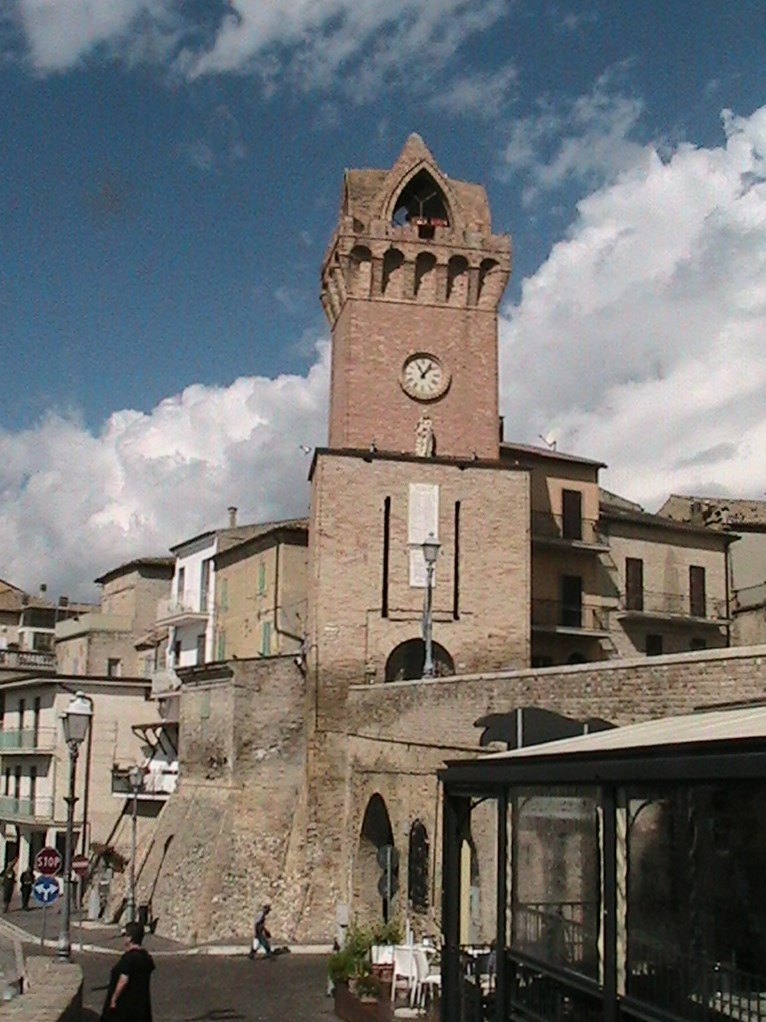
Immagine della torre dell'orologio nel centro storico di Tortoreto. La base della torre è costituita dalle fortificazioni del VII secolo, costruite con mattoni e pietre; la parte centrale è di successiva età medievale, mentre la parte alta è del 1886.

Tra la fine del V secolo e l'inizio del VI secolo l'intero territorio dell'ager Palmensis viene saccheggiato e distrutto dalle popolazioni di origine gotica che invadono e conquistano l'Italia. È quindi in collina, sulle rovine di Castrum Salini, che successivamente le popolazioni locali ricostruiscono un nucleo abitato, con fortificazioni, muraglioni e torri di avvistamento, ponendo nel VII secolo le prime basi del centro storico così come è oggi; in età medievale vissero anche alcuni piccoli centri monastici: il monastero di San Silvestro, di cui si hanno tarde attestazioni, costruito sopra le rovine della vecchia villa rustica romana, e quello di San Giovanni a Castro. Nell'anno 867 il territorio tortoretano viene affidato dall'imperatore e re d'Italia Ludovico II a Bertario, abate di Montecassino.
Nel 1062 il castello di Tortoreto (insieme con la chiesa contenuta al suo interno e una numerosa serie di altri territori posti lungo la costa tra il Saline e il Vibrata) viene 
ceduto dai due fratelli longobardi Landolfo e Rainieri, figli di Trasmondo, al vescovo aprutino Pietro per la redenzione delle loro anime.
Successivamente il territorio di Tortoreto diviene un feudo normanno: sono noti i nomi di alcuni feudatari, come il barone ghibellino Roberto, nominato durante il regno di Federico II, e il suo successore, Berardo di Tortoreto, divenuto barone successivamente alla conquista da parte degli angioini dell'Italia meridionale, e Giustiziere dell'Abruzzo ulteriore (cioè responsabile delle finanze e della raccolta delle tasse) dal 1269 al 1275. Sotto il controllo di Berardo finiranno anche altri territori circostanti, quali, ad esempio, quelli di Colonnella e Torano. Morto Berardo nel 1280, i suoi feudi, compreso quello tortoretano, vengono concessi al signorotto di Fermo, e con la caduta degli angioini nel 1282 il feudo finisce sotto l'influenza dei duchi Acquaviva di Atri, fino a diventare loro dominio diretto nel 1424.
Il territorio, durante il dominio degli Acquaviva, è al centro degli scontri armati nel XIV secolo tra angioini e aragonesi, e due secoli più tardi, nel 1557, tra le armate spagnole di Carlo V e quelle francesi di Francesco I, oltre che delle scorribande piratesche dei turchi. Intorno alla metà del XVIII secolo, Tortoreto passa sotto il dominio diretto del Regno di Napoli. Durante la dominazione napoleonica viene riformata la suddivisione amministrativa del regno: il comune di Tortoreto, così, entra a far parte del circondario di Giulianova, all'interno del distretto di Teramo e della provincia dell'Abruzzo Ulteriore Primo.
Nel 1860, Tortoreto passa sotto il controllo del riunificato e nascente Regno d'Italia. È proprio in età moderna che vengono a mancare le necessità della protezione fortificata, ed è nell'800 che iniziano a nascere i primi insediamenti nelle zone pianeggianti vicine al mare.

### Dall'Unità d'Italia a oggi
Nel maggio del 1863 viene inaugurata la stazione ferroviaria, a circa cinque chilometri dal centro capoluogo, e nei decenni successivi si sviluppa attorno a essa un nucleo urbano di una certa consistenza: "Tortoreto Stazione". Agli inizi degli anni venti del Novecento, quest'ultima supera per popolazione il capoluogo comunale e gradualmente vengono trasferiti nella popolosa frazione molte importanti strutture e servizi fra cui la caserma dei Carabinieri e l'Ufficio di conciliazione.
Nel periodo fascista, anche la sede del municipio viene portata a Tortoreto Stazione (1930) e vi rimane fino al 1944, quando, mediante decreto, torna a Tortoreto; negli anni della guerra, inoltre, nel territorio cittadino viene allestito un campo per l'internamento civile, attivo dal 1940 al 1943 nell'attuale palazzo del comune, mentre un altro campo viene costituito vicino alla stazione ferroviaria, nel territorio che poi sarà di Alba Adriatica, presso Villa Tonelli, e che tra gli altri ospita, per alcune settimane, anche l'illustratore statunitense Saul Steinberg, assieme a ebrei, bielorussi, zingari, apolidi e rifugiati. Nello stesso periodo, come in tutta la zona tra il Salinello e il Vibrata, nascono piccoli gruppi di dissidenti dediti ad attività di sabotaggio, spionaggio e raccolta di armi, talvolta in collaborazione con alcuni internati. Dopo la Seconda guerra mondiale, molti dei cittadini, in prevalenza artigiani, emigrano verso città del nord e verso paesi stranieri (dapprima Venezuela, poi Svizzera e Germania). Al referendum istituzionale del 1946 il 53,1% dei voti (2.038 votanti) di Tortoreto va al mantenimento della monarchia, contro il 46,8% (1.799 votanti) che invece sceglie la Repubblica.
Negli anni successivi al periodo bellico sono avviate da Tortoreto Stazione, ribattezzata nel frattempo dai suoi residenti Alba Adriatica, le procedure per la richiesta di costituzione in comune autonomo presso la Prefettura di Teramo. Nel maggio del 1954, grazie anche al parere favorevole del comune di Tortoreto che, prendendo atto della volontà degli albensi, non si oppone alla costituzione di un'entità amministrativa autonoma, la richiesta viene trasmessa al Ministero dell'interno che, due anni più tardi, l'approva. Il 19 maggio 1956 parte del territorio comunale di Tortoreto (9,5 km² circa su un totale di 32,4 km²) viene amministrativamente separata, per dar vita al nuovo comune di Alba Adriatica.

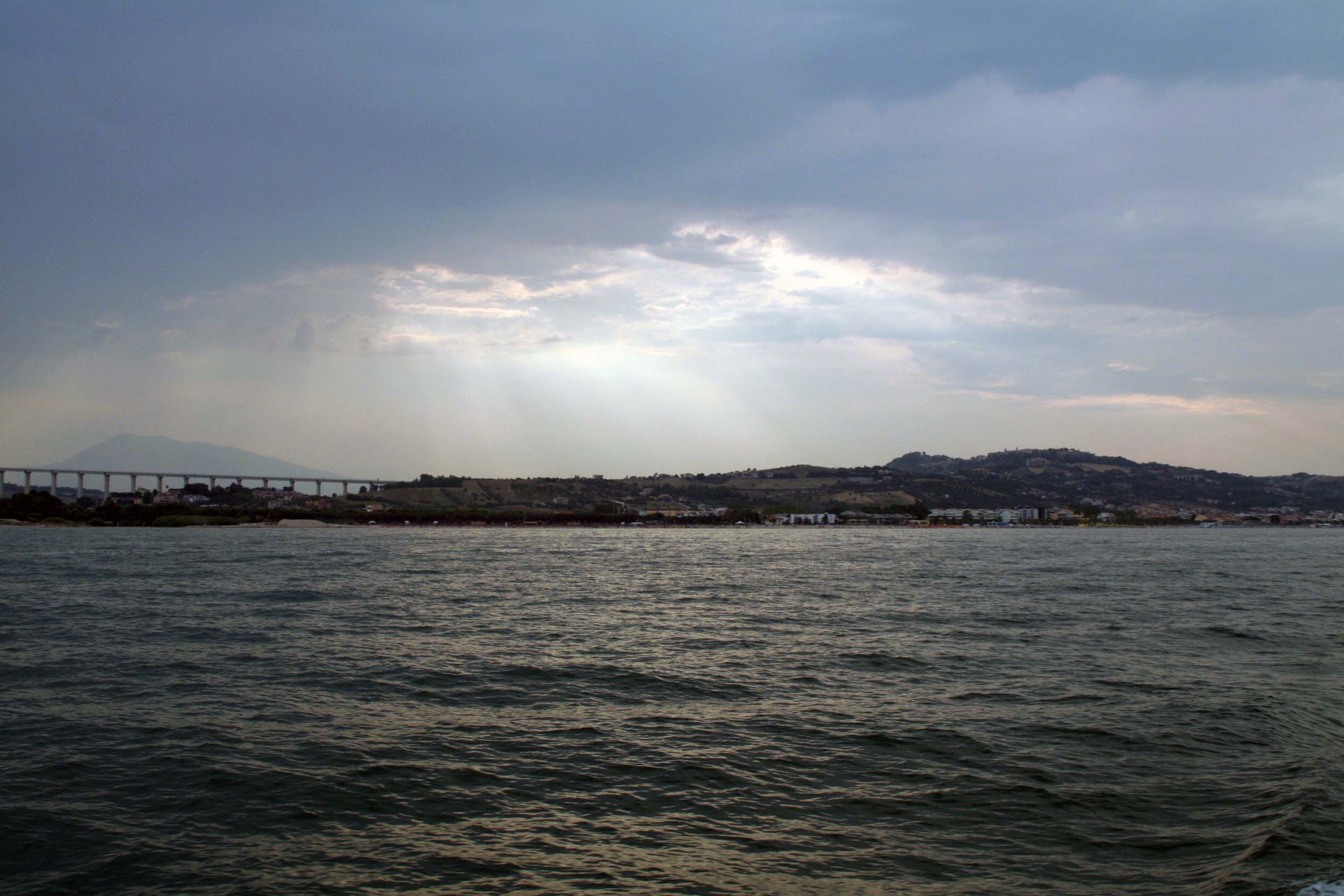
Tortoreto vista dal mare.

La vita politica tortoretana è dominata per decenni dalle liste della Democrazia Cristiana, che governano ininterrottamente il paese fino al 1995, anno a partire dal quale l'amministrazione comunale è stata in mano ad esponenti del centrosinistra, per poi passare nelle mani del locale centrodestra, per la prima volta, nel giugno 2009.
In campo economico ed urbanistico, negli anni sessanta inizia a svilupparsi turisticamente la parte di costa rimasta al comune di Tortoreto e l'abitato, quasi inesistente all'epoca, si amplia fino a costituire nei decenni successivi la popolosa frazione di Tortoreto Lido. Questa si è andata sviluppando in modo armonioso e con ampi spazi destinati al verde; residenziale e tranquilla, è ormai meta di consistenti flussi turistici provenienti da tutta l'Italia e, negli ultimi anni, anche dall'estero.
Nella notte tra il 6 e il 7 ottobre 2007 le città di Alba Adriatica e Tortoreto vengono colpite da un'alluvione causata da piogge torrenziali e condizionata da altri fattori quali il lungo periodo di siccità precedente, l'appena avvenuta aratura a rittochino di suoli lungo le pendenze collinari e la condizione morfologica e urbanistica alle pendici della collina (tale da permettere alle acque di percorrere pendii nudi e trovare attraversamenti stradali e ferroviari che agiscono da diga, e da rendere difficoltosa la manutenzione dei fossi, costretti a passaggi sotterranei), e inoltre aggravata dallo straripamento dell'invaso chiamato Fonti del Vascello, situato a Tortoreto Alta. La tracimazione sopra l'argine porta un'inondazione di fango e detriti sulle due cittadine costiere, provocando ingenti danni alla popolazione e alle attività economiche, nonché all'oasi naturalistica situata proprio attorno all'invaso straripato.

### Simboli
I simboli del comune sono stati concessi con decreto del presidente della Repubblica del 16 febbraio 1999 e sono descritti nello statuto comunale adottato nel 2001. Lo stemma viene blasonato:
(Statuto del Comune di Tortoreto, articolo 3, comma 1)
Sotto allo stemma vi sono due rami, uno di ulivo (a sinistra) e uno di alloro (a destra), legati da un fiocco tricolore rosso, bianco e verde.
Il gonfalone che rappresenta il comune di Tortoreto è costituito da:
(Statuto del Comune di Tortoreto, articolo 3, comma 2)

## Monumenti e luoghi d'interesse

### Architetture religiose

#### Tortoreto Alta

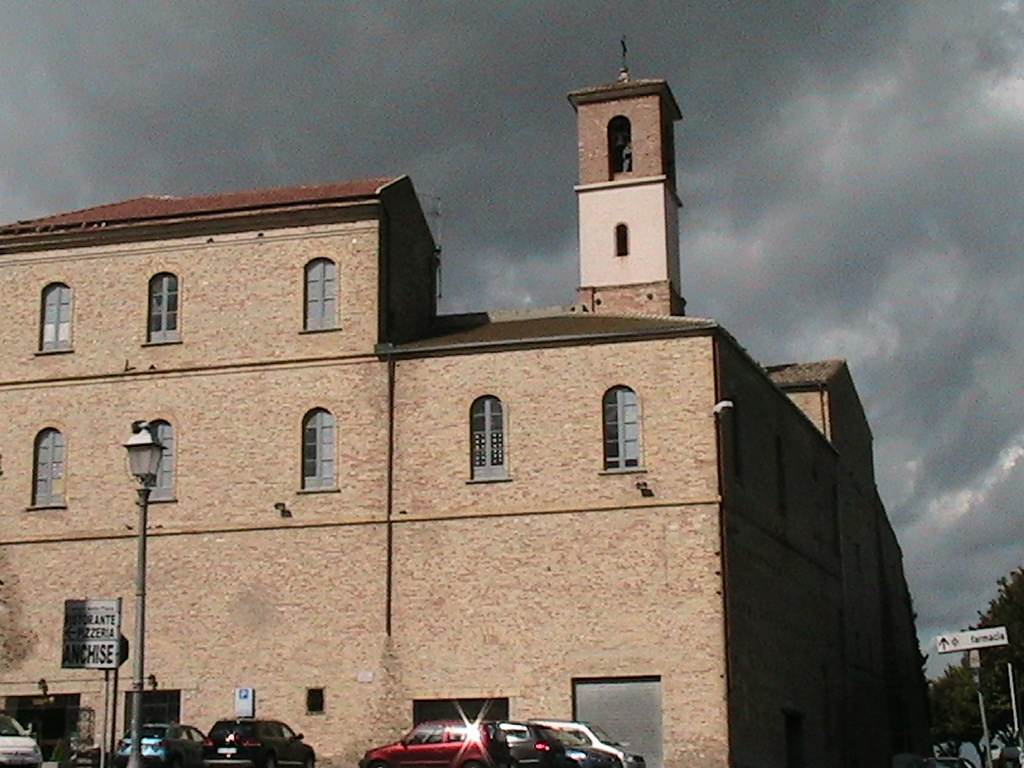
Il complesso di Sant'Agostino.

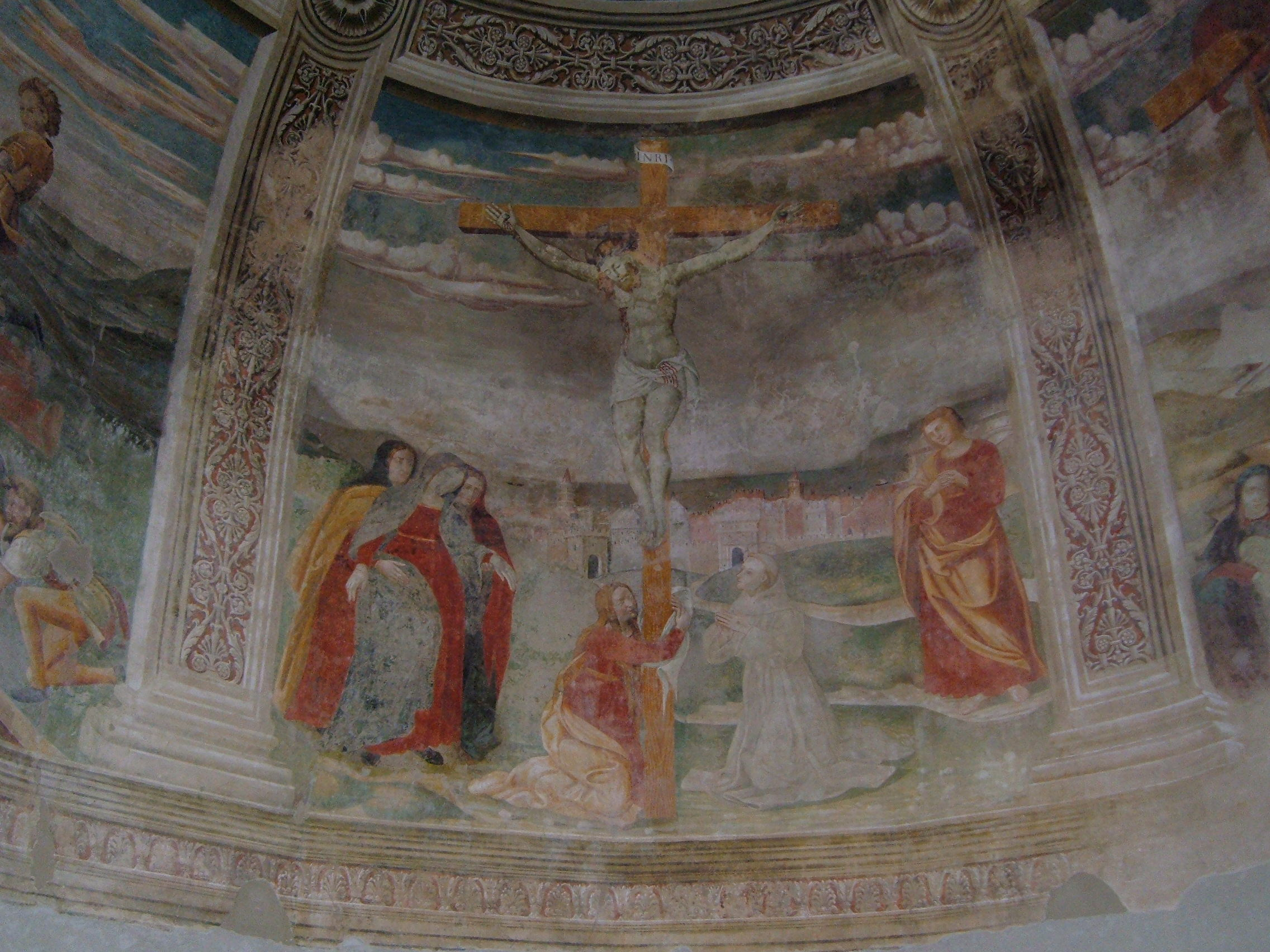
Affresco absidale della Crocefissione nella chiesa di Santa Maria della Misericordia. Sullo sfondo, Tortoreto come appariva nei primi anni del Cinquecento.

I luoghi di maggior interesse storico ed artistico, forse tra più importanti del periodo rinascimentale teramano, si trovano a Tortoreto Paese, tra cui:

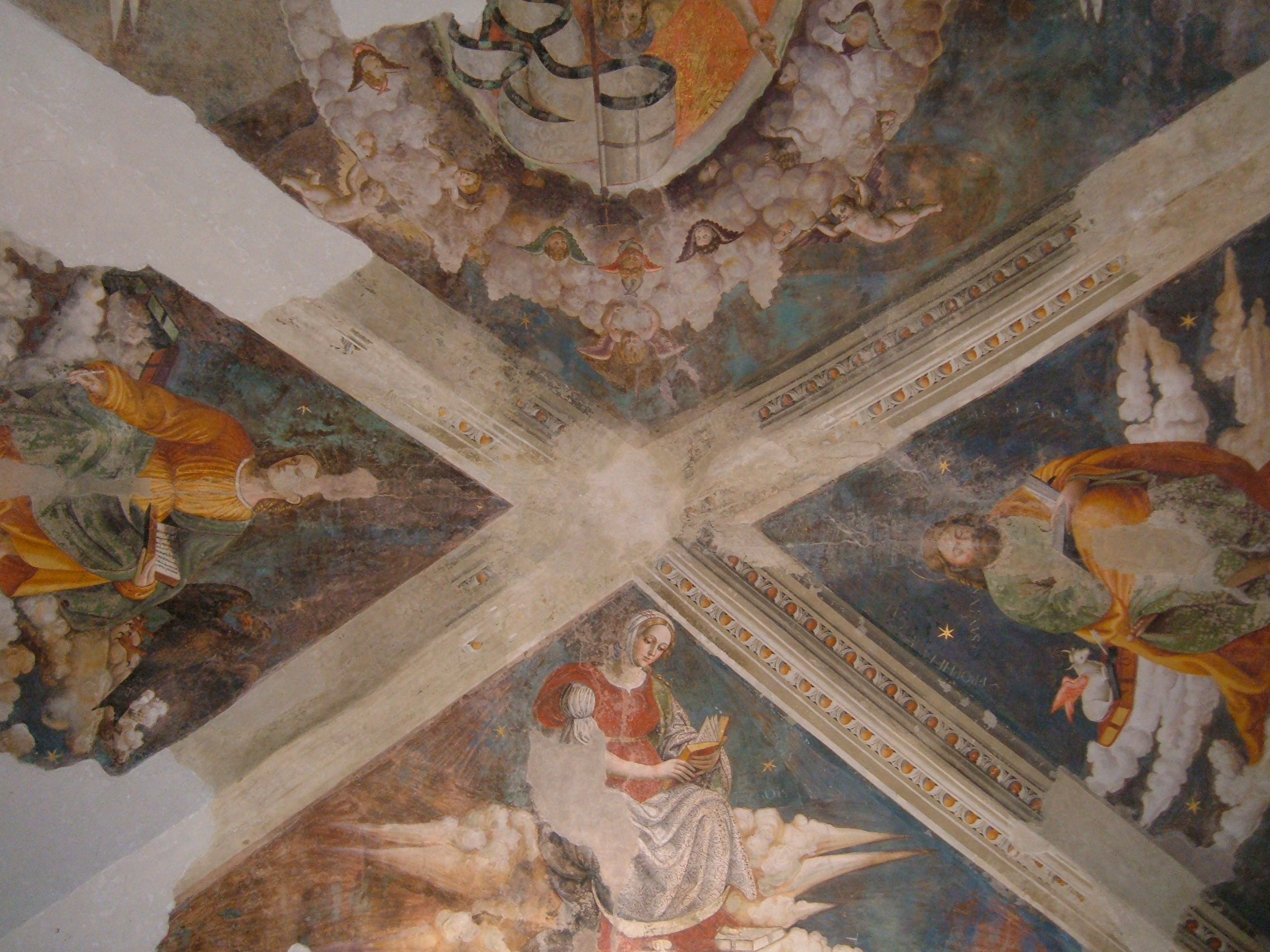
Affreschi della chiesa della Misericordia

- Santa Maria della Misericordia (1348), chiesa tardoromanica costruita dopo l'epidemia di peste dedicata a Maria della Misericordia, dove si possono vedere gli affreschi rappresentanti la vita e la Passione di Gesù eseguiti nel 1526 dall'ascolano Giacomo Bonfini e dai suoi allievi. L'edificio religioso, dal 1902, è incluso nell'elenco dei Monumenti nazionali italiani[27][28]. L'esterno è molto semplice, a pianta rettangolare con soffitto a capanna, rivestito in mattone, con la facciata ornata da portale architravato, sovrastato da una finestra in asse. La navata interna appunto conserva il prezioso ciclo di affreschi tardo rinascimentali, che occupano sua la volta a botte, che quella a crociera con costoloni dell'abside semicircolare. Il tema della Redenzione dell'Umanità culmina nel trittico absidale, dove sono raffigurate scene della Crocifissione: sullo sfondo è dipinto un panorama di Tortoreto con la porta maggiore di accesso, i torrioni delle mura, e il mare con le navi. Sulle pareti della navata si individuano scene della Passione, mentre i riquadri centrali delle pareti attigue l'ingresso sono occupati da due grandi altari, su cui sono raffigurati la Vergine della Misericordia con ai lati Sant'Antonio di Padova e San Rocco, a destra la Natività con Santa Caterina d'Alessandria. Al centro della volta c'è il grande affresco di Cristo risorto, nelle vele della volta a crociera i Quattro Evangelisti con i simboli del Tetarmorfo e la Madonna che medita sulla Bibbia.
- Chiesa parrocchiale di San Nicola, fondata prima dell'XI secolo, ricostruita nel 1534, con facciata del XVIII secolo e ristrutturazioni del 1950 e del 2005. Ha facciata rivestita in laterizio, a capanna, racchiusa da lesene laterali, e su di essa si apre il semplice portale ad architrave piano, sormontato da timpano, con al di sopra la statuetta di San Nicola entro una nicchia, sovrastata da un finestrone centrale in asse. Su un lato della facciata si trova una lapide in pietra con iscrizione latina riferibile all'edificio del XVI secolo. L'interno a navata unica è stato ampiamente rifatto del novecento (1950), fasciato con marmi policromi, con la navata scandita da pilastri ornati da capitello corinzio, che dividono gli spazi laterali a semplice altare, o a cappella profonda (in tutto 3). In alto le volte sono a botte, divise in campate da grandi pilastri semicircolari, e i dipinti raffigurano una forma idealizzata del Cielo celeste. Il presbiterio è accessibile mediante un arco trionfale, che immette all'abside semicircolare, con affreschi di Cristo in trono tra la Madonna e i santi.
- Chiesa di Sant'Agostino (detta anche Sant'Antonio o Sant'Eufemia, 1639), in stile barocco, costruzione ad una sola navata con volta a vela ed altari con decorazioni in stucco, al cui fianco sorge un convento di frati agostiniani attivo fino al 1809. In questa chiesa, inoltre, trova collocazione il Battesimo di Sant'Agostino (1653), tela opera di Mattia Preti[21][29][30]. La chiesa ha navata unica con volta a vela e altari laterali barocchi, con decorazioni a stucco. La pala dell'altare maggiore era una tela su legno, mentre in una cappella laterale la statua della Madonna in terracotta. Il portale di ingresso è in bronzo, del 1988, opera di Romano Buffagni, inquadrato nella cornice a timpano spezzato, sorretto da due colonne laterali, il timpano è sovrastato come la chiesa di San Nicola da una nicchia molto più elaborata con la statua del santo dedicatario, a sua volta sovrastata al centro della facciata da un finestrone, il campanile laterale è a torre; a fianco della chiesa vi è l'ex convento, dotato di biblioteca, del frantoio e di un forno. Nel 1809 fu soppresso dalle leggi francesi e dal 1894 è affidato alle suore di San Giuseppe.
- Chiesa del Carmine: si trova appena fuori dalla cinta muraria, realizzata nel 1529 alla fine della pestilenza che colpì l'Italia. In origine era dedicata a San Rocco, poi nel 1881 alla Madonna, venendo ampiamente ristrutturata in stile neoclassico, con esterno in laterizio a vista, senza essere intonacato. La facciata ha il portale architravato in pietra bianca, inquadrato tra due colonne cilindriche a capitello dorico, mentre ai due lati estremi della facciata ci sono le paraste che sorreggono la cornice aggettante con timpano triangolare., sorretta anche dai capitelli dorici delle due colonne. L'interno è a navata unica, molto semplice.

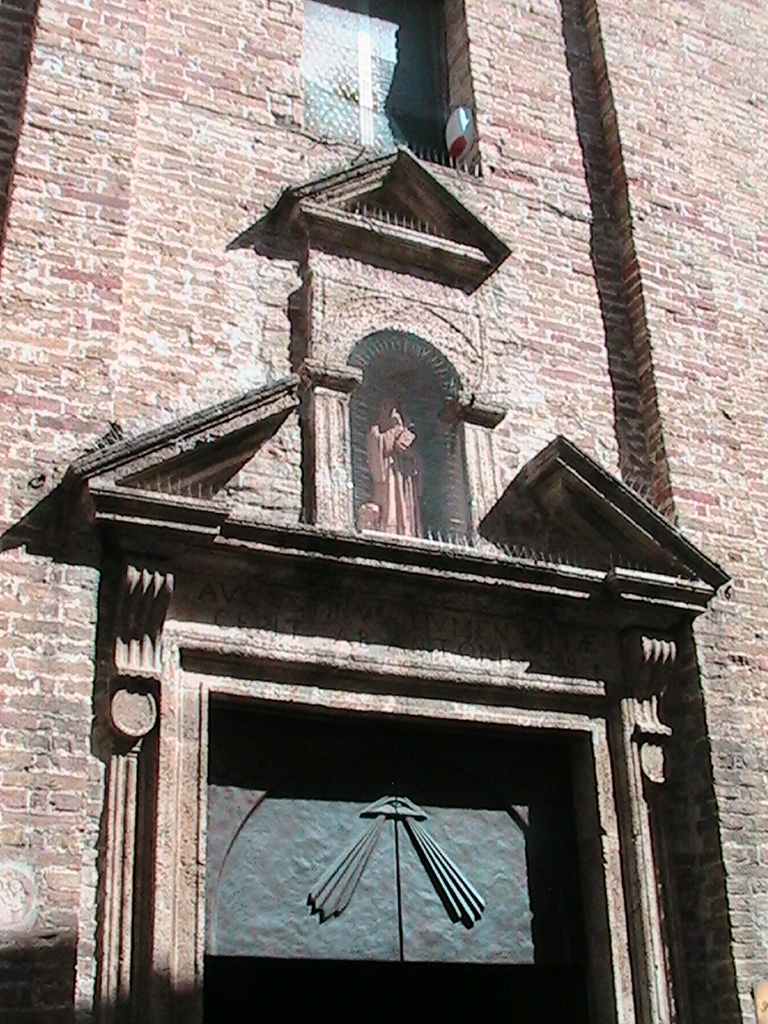
Ingresso alla chiesa di Sant'Agostino

#### Tortoreto Lido
- Chiesa della Santissima Maria Assunta, sede della parrocchia del Sacro Cuore di Gesù: principale chiesa del quartiere marino, sorge in Piazzale Santissima Maria Assunta. Edificata nel 1984, dal 2008 è andata in gestione ai Padri Salvatoriani. La chiesa è un edificio in cemento armato e vetro, di aspetto gradevole e composto, con due bracci laterali che paiono tendersi verso il fedele. Lateralmente sorge il campanile, che non è stato innalzato a torre come il progetto originario, ma le tre campane sono rette da una struttura in cemento armato. L'interno è ampio e luminoso, i finestroni sono arricchiti da mosaici policromi; in una delle colonne è incastonata una mattonella che celebra il Giubileo del 2000.
- Chiesa del Sacro Cuore: risalente al 1937, fu edificata per volere del Monsignor Antonio Micozzi con l'arrivo di don Giovanni Giannetti, data l'espansione residenziale della marina. Infatti l'unico edificio religioso era la cappella della Misericordia della famiglia De Fabritiis, ancora oggi esistente in via Papa Giovanni XXIII, ma nel 1937 si costituì una parrocchia autonoma, che crebbe sempre di più, sino all'edificazione della nuova chiesa nel 1984. Si mostra in stile neoromanico, con esterno in muratura, un semplice portale architravato a tutto sesto, preceduto da un portico ad archi, e un rosone ad oculo nel centro di facciata. La copertura è a capanna, dalla parte posteriore si innalza un piccolo campanile a vela, l'interno ugualmente ha copertura a capriate, è a navata unica, presso il presbiterio si trova un arco trionfale ad ogiva, e lateralmente ci sono delle nicchie per le statue dei santi. Dal 1984 fa parte della nuova parrocchia di Tortoreto Lido.
- Cappella della Madonna di Fatima del Salino: realizzata negli anni '50, ha copertura a capanna seguendo lo stile romanico, con ingresso preceduto da portico con archi poggianti su pilastri a colonna quadrata. Nella parete posteriore è incastonato un piccolo campanile recente, in cemento armato. Interno a navata unica.

#### Chiese scomparse
Nel territorio tortoretano molte chiese sono scomparse o sono state destinate ad altro uso nel corso degli anni:
- San Silvestro de Canonica;
- San Giovanni in Frasca;
- Santo Stefano ad Laurum;
- Sant'Egidio;
- Sant'Angelo ad Puteum;
- Sant'Angelo a Salino;
- San Donato de Morellis;
- San Donato in Salino;
- San Liberatore in Monte pacis o in Podio Oddonis;
- San Pietro alla Fortellezza;
- San Giorgio inter vineas;
- Santa Maria ad Pratora;
- Santo Barnaba;
- San Rocco;
- San Giuseppe;
- Santa Annunziata;
- La Misericordia;
- Madonna del Carmine (alienata);
- Santi Filippo e Giacomo (trasformata).

### Architetture militari
Il Torrione dell'Orologio è quanto resta della cinta muraria. Fu costruito nel IX secolo. Successivamente fu ampliato nel XIII secolo e abbellito nel XVI secolo con rifiniture rrinascimentali. Il Torrione ha base a scarpa di pietra e il corpo in muratura a mattoni rossi. Al centro del corpo vi è un orologio,  e sulla sommità una cella con la campana che suona l'ora.

### Altro

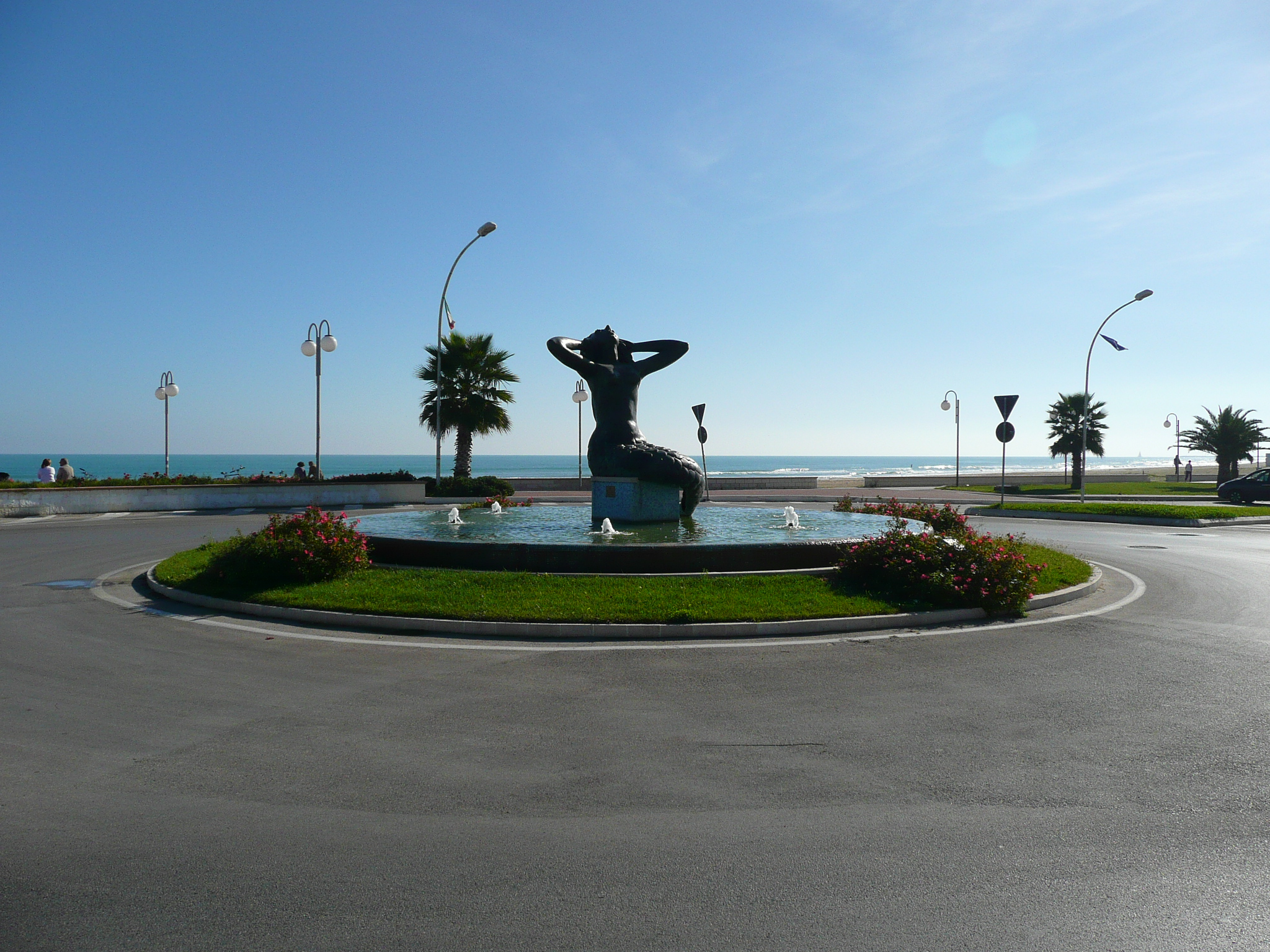
La Sirena

- La Sirena, statua realizzata in bronzo nel 1982 dalla Fonderia Artistica "Battaglia" di Milano su un bozzetto di Gabriella Martini. Inizialmente collocata nella rotonda di via Trieste, fu poi immagazzinata fino al 2003, quando fu definitivamente stanziata sopra una fontana alla fine del lungomare sud.
- Monumento al pescatore, eretto in Piazza Caduti del Mare, lungo il Corridoio Verde Adriatico, dedicato alla memoria dei marinai e dei dispersi in mare, riporta l'iscrizione di alcuni versi della poesia L'Onda di Gabriele D'Annunzio, noto poeta abruzzese.

### Siti archeologici
- Villa rustica romana, costruita tra il II secolo a.C. (la pars fructuaria, cioè destinata alla pigiatura dell'uva, alla fermentazione e alla produzione di vino) e il I secolo a.C. (la parte residenziale). Conobbe un'espansione in età giulio-claudia a causa di un aumento della produzione vinicola[31].

### Aree naturali
- Oasi naturalistica "Le fonti del Vascello", sorta nel 1988 attorno ad un lago artificiale di modeste dimensioni creato nell'800 sul versante orientale della collina di Tortoreto Paese, costituisce un habitat di numerose specie di volatili, di alcuni esemplari di daini, e di ampia vegetazione tipicamente lacustre.

## Società

### Evoluzione demografica

#### Periodo preunitario[32]
| Anno | Abitanti |
| ---- | -------- |
| 1532 | 123      |
| 1545 | 18       |
| 1561 | 243      |
| 1595 | 226      |
| 1648 | 226      |
| 1665 | 163      |
| 1736 | 74       |
| 1813 | 1829     |

#### Periodo postunitario
Abitanti censiti

### Etnie e minoranze straniere
Alla fine del 2022 la popolazione straniera residente a Tortoreto risulta essere pari al 7,8% di quella totale.
La comunità più numerosa è quella albanese (1,91% del totale della popolazione residente); seguono, tra le più consistenti, quella rumena (1,7%), quella cinese (1,04%), quella marocchina (0,65%) e quella filippina (0,29%). Nel dettaglio, le nove comunità più numerose al 31 dicembre 2021 provengono da:
1. Albania, 226
2. Romania, 201
3. Cina, 123
4. Marocco, 77
5. Filippine, 34
6. Ucraina, 29
7. Polonia, 27
8. Venezuela, 26
9. Pakistan, 23

### Religione
Oltre alla religione cattolica, largamente maggioritaria, è praticato anche il culto della chiesa avventista denominata Missioni Cristiane Internazionali della Chiesa Avventista del Settimo Giorno - Movimento di Riforma, che dal 1984 a Tortoreto ha anche la propria sede nazionale di riferimento.

### Istituzioni, enti e associazioni
A Tortoreto ha sede l'Agenzia Regionale per l'Informatica e la Telematica della regione Abruzzo.

## Cultura

### Istruzione
A Tortoreto c'è un unico istituto comprensivo statale comprendente una scuola dell'infanzia, due scuole primarie e due scuole secondarie di primo grado, frequentate in totale da 842 alunni, oltre a una serie di asili nido e di scuole dell'infanzia privati.
Sono inoltre presenti due centri di formazione professionale privati.

### Musei
- Ecomuseo del mare, aperto nel 2017[38], raccoglie la collezione composta da pezzi storici, naturalistici e ricordi della marineria e della società tortoretana donata al comune da un'associazione culturale e precedentemente esposta nel Museo della cultura marinara, al lido di Tortoreto, istituito nel 1998 e attivo fino al 2015[39].

## Geografia antropica

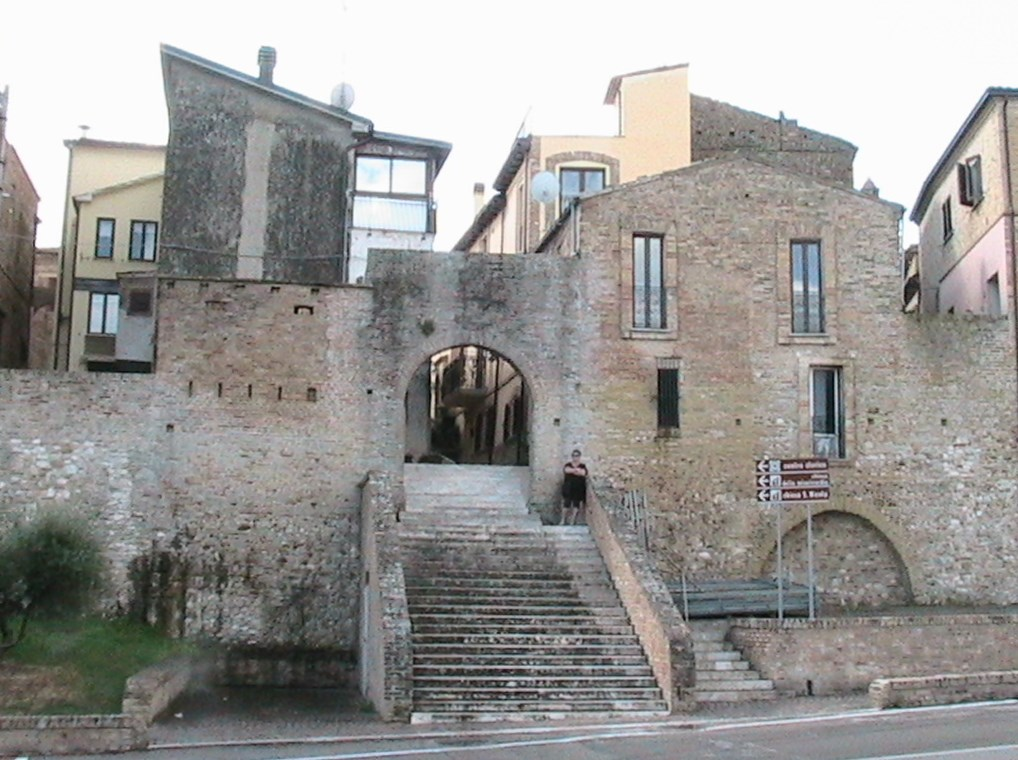
Porta urbica di accesso a Tortoreto Alto

### Suddivisioni storiche
Tortoreto, prima della sua espansione verso il mare, era costituita da:
- Terravecchia, il nucleo più antico di Tortoreto e che divenne, sulle rovine di Castrum Salini, un castello fortificato con tanto di ponte levatoio e che ospitava le chiese e le abitazioni del feudatario e dei nobili;
- Terranova, cioè la parte coperta dalle fortificazioni più recenti, con rue strette per lasciare spazio ad abitazioni;
- il borgo, la parte sviluppata fuori dalle mura del castello medievale, sul pendio della collina in direzione del mare.

### Suddivisioni amministrative

#### Frazioni
Secondo lo statuto comunale approvato nel 2001, la partecipazione e l'organizzazione dei servizi si sviluppano su base frazionale. Il comune si suddivide nei seguenti centri abitati:
- Tortoreto Alta
- Tortoreto Lido
- Cavatassi
- Salino
- Terrabianca

#### Comitati di Quartiere
Con delibera del 30 settembre 2010 il comune di Tortoreto ha suddiviso il territorio in 8 quartieri, ognuno dei quali dotato di propri organi elettivi. 
I quartieri sono:
- Quartiere 1: Tortoreto Lido sud e zona collinare tra la strada Panoramica e le Muracche
- Quartiere 2: Muracche
- Quartiere 3: Tortoreto Lido centro
- Quartiere 4: Tortoreto Lido nord
- Quartiere 5: Salino e Sette colli
- Quartiere 6: Terrabianca, Cavatassi e Colle Luna
- Quartiere 7: Tortoreto Alta sud
- Quartiere 8: Tortoreto Alta nord

## Economia

### Agricoltura e pesca
Si produce il Montepulciano d'Abruzzo Colline Teramane, vino tipico di tutta la provincia e olio d'oliva Pretuziano delle Colline Teramane. È praticata la pesca delle vongole, a strascico e volante.

### Industria

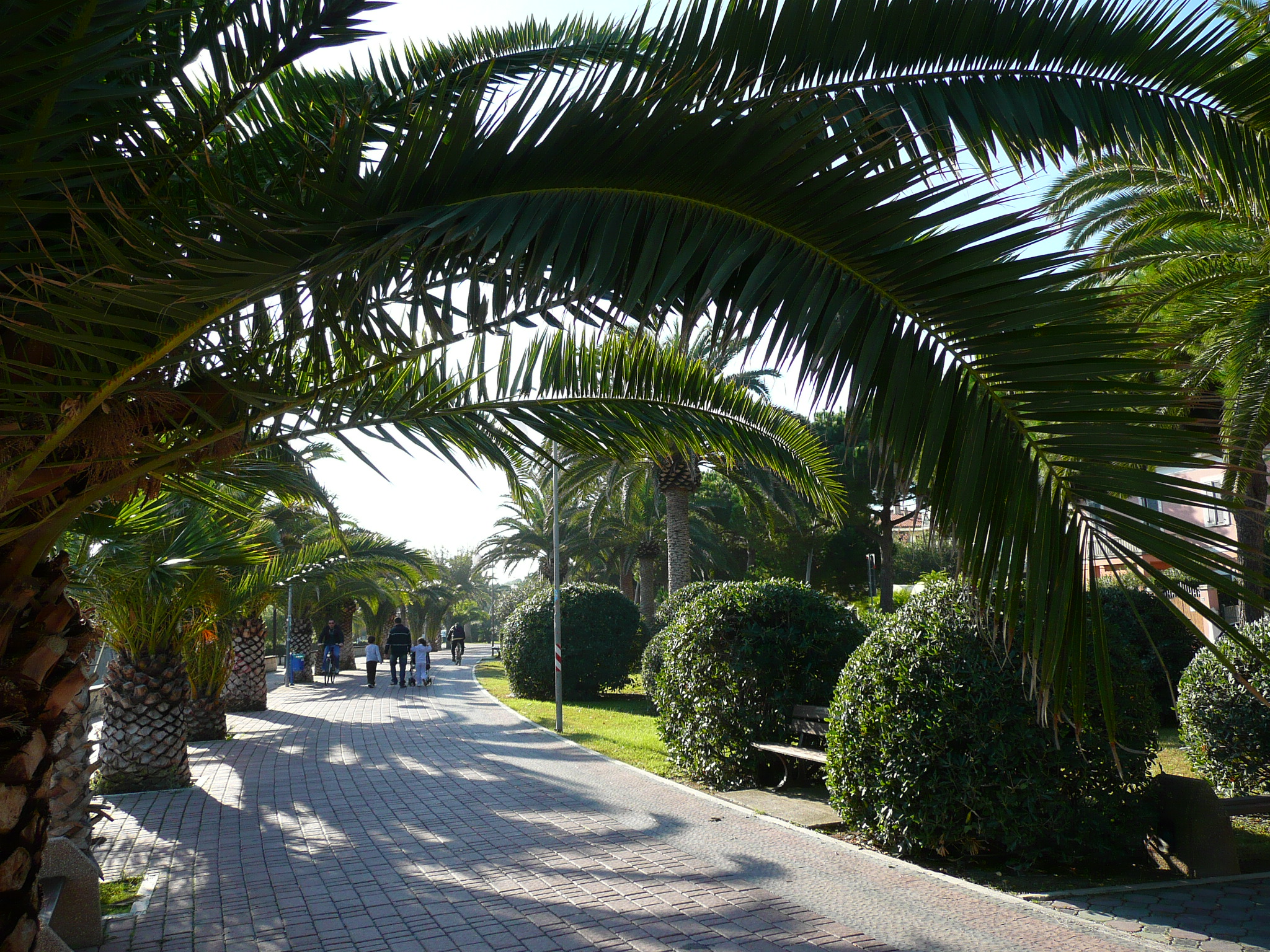
Particolare del lungomare di Tortoreto Lido.

Lo sviluppo industriale tortoretano è avvenuto quasi interamente nel secondo dopoguerra, con lo sviluppo della zona industriale nella frazione di Salino, soprattutto nell'ambito manifatturiero e particolarmente nella fabbricazione di mobili e di confezioni e nella metallurgia.
Per quel che riguarda l'occupazione nel settore, il numero degli addetti impegnati nell'industria è complessivamente stimato (dati 2001) al 47,84% dell'intera popolazione attiva.

### Turismo
L'attività economica tortoretana è, nei mesi che vanno da giugno a settembre, fortemente legata al turismo di massa, in particolare di giovani e famiglie, attratti dalla varietà di attività imprenditoriali di alberghi, discoteche, servizi balneari, ricreativi e di ristoro.
Il Comune si fregia della Bandiera Blu conferita dalla Foundation for Environmental Education, della Bandiera Verde dei Pediatri Italiani per le spiagge adatte ai bambini, della Bandiera Gialla dei Comuni Ciclabili Federazione italiana ambiente e bicicletta, del riconoscimento Spighe Verdi (2001), della Bandiera Lilla per i Comuni accoglienti verso i disabili
Dal 2007 partecipa al progetto EMAS chiamato Etica (EMAS for Tourism in Internal and Coastal Areas).

## Infrastrutture e trasporti

### Strade
- Autostrada A14
- Strada statale 16 Adriatica
- Strada provinciale 8 del Fondovalle del Salinello
- Strada provinciale 10 di Cavatassi e Villa Maggi

### Ferrovie
Il comune è servito dalla stazione di Tortoreto Lido, una fermata ferroviaria posta sulla ferrovia Adriatica.

### Mobilità urbana
I trasporti urbani e interurbani di Tortoreto vengono svolti con autoservizi di linea gestiti da TUA.
Il territorio comunale è attraversato dalla ciclovia Adriatica, un progetto di pista ciclabile interregionale che costeggia il litorale adriatico.

## Amministrazione

### Sindaci
Dal 12 giugno 2017 è in carica come sindaco di Tortoreto Domenico Piccioni con il 28% dei voti, rieletto come sindaco nel 2022 con oltre il 65% dei voti.

### Gemellaggi
Tortoreto è gemellata con:
- Habay, dal 2009[46]

### Altre informazioni amministrative
Dal 2000, assieme ad altri undici comuni della provincia, Tortoreto è parte dell'Unione dei comuni della Val Vibrata - formalmente denominata Unione dei comuni Città Territorio-Val Vibrata - ai sensi dell'art. 32 del Testo unico degli enti locali al fine di mettere in comune la gestione di alcuni servizi. In particolare, l'Unione si occupa della gestione dei servizi sociali (ad eccezione del comune di Civitella del Tronto) e della raccolta dei rifiuti solidi urbani.

## Sport
Fino al 2015, aveva sede nel Comune la società di calcio ASD Tortoreto, che nell'ultima stagione di attività aveva militato in Promozione. Il Tortoreto aveva sempre disputato campionati di livello regionale e, come massimo risultato, negli anni 1980 aveva raggiunto la Serie D. Attualmente sono presenti due compagini di Terza Categoria.

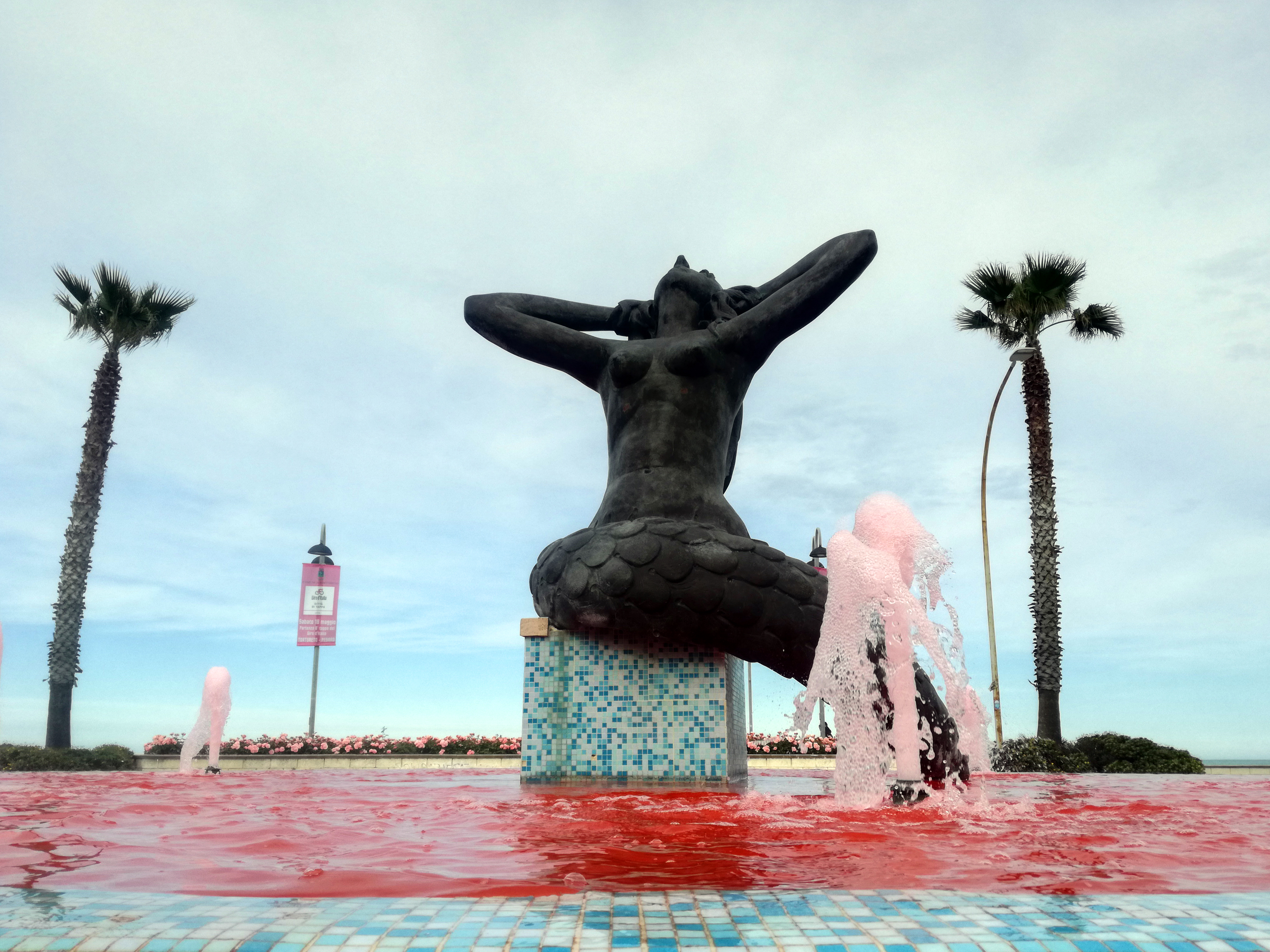
La fontana della sirena decorata in rosa in occasione della tappa del 18 maggio del Giro d'Italia 2019.

La società di pallavolo Viva Volley Tortoreto milita in Serie B2 e nel corso della sua storia ha vinto una Coppa Italia di serie B.
Per il rugby è stata attiva in passato l'Associazione Sportiva Tortoreto Rugby, nata nel 2006, che ha partecipato alla Serie C2.
Il comune è stato interessato dall'arrivo o dalla partenza a Tortoreto Lido di varie tappe del Giro d'Italia:
- 5ª tappa del Giro d'Italia 1995: Porto Recanati-Tortoreto Lido, vinta dall'italiano Filippo Casagrande;
- 11ª tappa del Giro d'Italia 2011: Tortoreto Lido-Castelfidardo[50], vinta dal francese John Gadret;
- 8ª tappa del Giro d'Italia 2019: Tortoreto Lido-Pesaro, vinta dall'australiano Caleb Ewan.
- 10ª tappa del Giro d'Italia 2020: Lanciano-Tortoreto Lido, vinta dallo slovacco Peter Sagan[51].

L'8 giugno 2012 Tortoreto è stata la località di arrivo della prima tappa del Girobio 2012, con partenza da Monte Urano, conclusasi con il successo di Matthias Krizek.

### Impianti sportivi

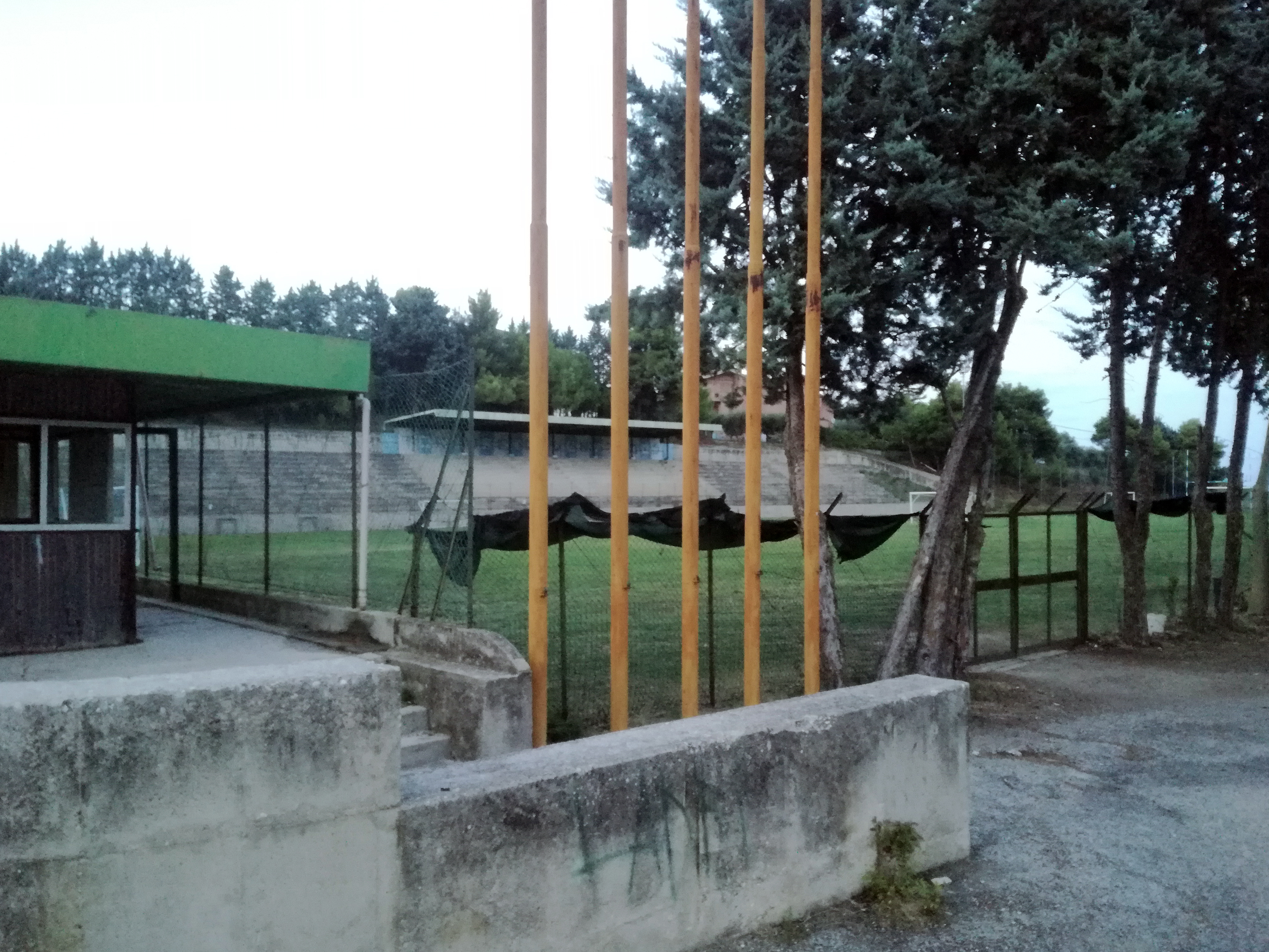
Stadio "Fontanelle" situato a Tortoreto Alto.

- Stadio comunale "Fontanelle" di Tortoreto Alto
- Stadio "Pasqualino Pierantozzi" di Tortoreto Lido
- Palazzetto dello sport comunale
- Impianti "Circolo Tennis Tortoreto"